# Skarpa (województwo warmińsko-mazurskie)
Skarpa – osada w Polsce położona w województwie warmińsko-mazurskim, w powiecie ostródzkim, w gminie Miłomłyn.
W latach 1975–1998 miejscowość położona była w województwie olsztyńskim.